# Contea di Mono
La contea di Mono, in inglese Mono County, è una contea dello Stato della California, negli Stati Uniti. La popolazione al censimento del 2000 era di 12 853 abitanti. Il capoluogo di contea è Bridgeport.

## Geografia fisica
La contea si trova nel centro-est dello Stato. Si colloca nella parte orientale della Sierra Nevada, tra il parco nazionale di Yosemite e il confine con il Nevada. L'U.S. Census Bureau certifica che l'estensione della contea è di 8111 km², di cui 7885 km² composti da terra e i rimanenti 226 km² composti di acqua; di questi, la maggior parte (180 km²) è costituita dal Lago Mono. Quest'ultimo si trova al centro della contea. Il punto più alto della contea è White Mountain Peak, terza vetta più alta della California. Tra i vari parchi nazionali e aree protette della contea, troviamo anche la foresta nazionale di Inyo.
Nella contea si trova la città fantasma di Bodie, ora riconosciuta come National Historic Landmark dal governo federale (monumento di rilevanza storica nazionale).

### Contee confinanti
- Contea di Douglas (Nevada) - nord
- Contea di Lyon (Nevada) - nord-est
- Contea di Mineral (Nevada) - est
- Contea di Esmeralda (Nevada) - sud-est
- Contea di Inyo - sud
- Contea di Fresno - sud-ovest
- Contea di Madera - sud-ovest
- Contea di Tuolumne - ovest
- Contea di Alpine - nord-ovest

## Storia
La contea fu costituita nel 1861 da parte dei territori delle contee di Calaveras, Fresno e Mariposa. La contea prende il nome dal lago Mono, che a sua volta fu così chiamato nel 1852 dal nome del popolo di nativi Mono, abitanti della Sierra Nevada, da nord del lago Mono fino al lago Owens. La vicina tribù degli Yokut li chiamava monachie, "mangiatori di mosche", ma essi stessi si definivano Kutzadika'a con lo stesso significato, perché utilizzavano larve della mosca Ephydra hians ("Kutsavi") come loro alimento principale.

## Comuni
L'unica town incorporata è Mammoth Lakes.

### Census-designated places
- Aspen Springs
- Benton
- Bridgeport (capoluogo)
- Chalfant
- Coleville
- Crowley Lake
- June Lake
- Lee Vining
- McGee Creek
- Mono City
- Paradise
- Sunny Slopes
- Swall Meadows
- Topaz
- Twin Lakes
- Virginia Lakes
- Walker

### Insediamenti e città fantasma
- Bennettville
- Bodie
- Dog Town
- Dunderberg Mill
- Masonic
- Mill City
- Mono Mills
- Mono Village
- Monoville
- State Line

## Infrastrutture e trasporti

### Principali strade ed autostrade
- U.S. Highway 6
- U.S. Highway 395
- California State Route 108
- California State Route 120
- California State Route 167
- California State Route 182
- California State Route 270